# كأس فرنسا 1962–63
كأس فرنسا 1962–63 (بالفرنسية: Coupe de France de football 1962-1963)‏ هو موسم من كأس فرنسا. أشرف على تنظيمه اتحاد فرنسا لكرة القدم، وفاز فيه نادي موناكو.